# Lovisa Stiernsparre
Juliana Maria Lovisa Stiernsparre, tidigare von Platen, född 7 april 1765 på Rügen, död 7 maj 1824 i Järpås församling, Skaraborgs län, var en svensk miniatyrmålare.

## Biografi
Lovisa Stiernsparre var dotter till fältmarskalken Filip Julius Bernhard von Platen och Juliana Regina von Ysedom samt syster till Baltzar von Platen och från 1786 gift med översten Erik Petter Stiernsparre. Hon gjorde sig känd som miniatyrmålare och utförde ett flertal porträtt, bland annat av sin bror kanalbyggaren Baltzar von Platen. Stiernsparre är representerad vid bland annat Nationalmuseum i Stockholm.